# Brunswick (Nouvelle-Zélande)
Pour les articles homonymes, voir Brunswick.
Brunswick est une communauté rurale de Nouvelle-Zélande située dans le district de Wanganui et dans la région de Manawatū-Whanganui dans l’Île du Nord.

## Situation
Le village est situé à environ 11 km au nord-ouest de la cité de Whanganui, et comprend des blocs de maisons de campagne et des fermes vivrières

## Toponymie
Les premiers colons européens du secteur furent les membres de la famille Campbell, qui arrivèrent en février 1853 venant de la province du Nouveau Brunswick au Canada. Ils commencèrent par exploiter une ferme de 225 acres, qu’ils appelèrent la ferme de Brunswick ; cela devint ensuite le nom de l’ensemble du secteur.

## Histoire
L’homme politique John Bryce (en) acheta une ferme dans le secteur de Brunswick en 1851, à la suite d'une courte période d’activité lucrative dans les champs aurifères australiens. Il continua à exploiter la ferme en continu à cet endroit pendant 50 ans, y compris pendant la période où il fut le MP local, puis Ministre des affaires indigènes (en) (1879-1884) et le  leader de l'opposition en Nouvelle-Zélande (en).
En 1865, le colon et conseiller provincial James Hewett fut tué par les Māoris, imposant aux autres colons européens de construire quatre fortifications dans le secteur.
En novembre 1871, Bryce dirigea personnellement l’invasion du village māori de Parihaka (en) et l’arrestation du mouvement de rébellion Maori, à la suite des guerres de Nouvelle-Zélande.
La Bibliothèque nationale de Nouvelle-Zélande détient des enregistrements du nombre des chevaux, du bétail et des jardins de la localité de Brunswick au début du XXe siècle.
La plupart étaient de la ferme de la station de Motohau.
Dans les années 1930, les fermes laitières locales fournissaient pour les besoins locaux du lait et de la crème avec des chariots tirés par des chevaux.
Brunswick a un monument aux morts pour les 12 habitants morts pendant la Première Guerre mondiale et les trois morts pendant la Seconde Guerre mondiale.

## Démographie
La zone statistique de Brunswick-Papaiti, qui couvre 51,53 km2 et incluant aussi la localité de  Westmere, avait une population de 13 701 habitants lors du recensement néo-zélandais de 2018, en augmentation de 87 personnes (6,8 %) depuis le  recensement néo-zélandais de 2013, et une augmentation de 231 personnes (soit 20,3 %) depuis le recensement de 2006.
Il y avait 525 logements.
On comptait 696 hommes et 678 femmes, donnant un sexe ratio de 1,03 homme pour une femme.
L’âge médian était de 48 ans (comparé aux 37,4 ans au niveau national), avec 267 personnes (soit 19,5 %) âgées de moins de 15 ans, 168 personnes (soit 12,3 %) âgées de 15 à 29 ans, 699 personnes (soit 51,0 %) âgées de 30 à 64 ans, et 243 personnes (soit 17,7 %) âgées de 65 ans ou plus.
L’ethnicité était pour 95,6 % européens/Pākehās, 9,2 % Maoris, 1,3 % personnes originaires du Pacifique, 1,3 % d’origine asiatique et 1,3 % d’une autre ethnie (le total fait plus de 100 % dans la mesure où une personne peut s’identifier de multiples ethnicités selon l'origine de ses parents).
La proportion de personnes nées outre-mer était de 13,6 %, comparée avec les 27,1 % au niveau national.
Bien que certaines personnes objectent à donner leur religion, 51,4 % n’avaient aucune religion, 38,7 % étaient chrétiens, 0,2 % étaient musulmans, 0,4 % étaient bouddhistes et 1,3 % avaient une autre religion.
Parmi ceux d’au moins 15 ans d’âge, 222 personnes (soit 20,1 %) avaient un niveau de licence ou un degré supérieur, et 177 personnes (16,0 %) n’avaient aucune qualification formelle.
Le revenu médian était de 35 300 $, comparé avec les 31 800 $ au niveau national.
Le statut d’emploi des personnes de plus de 15 ans était pour 594 personnes (soit 53,8 %) employées à plein temps, 201 personnes  (soit 18,2 %) étaient à temps partiel et 27 personnes (soit 2,4 %) étaient sans emploi 

## Éducation
- Brunswick School est une école primaire, publique, mixte, allant des années 1 à 8[10],[11] avec un effectif de 58 élèves en novembre 2021[12].